# Eugène Baudoux (industriel)
Pour les articles homonymes, voir Baudoux.

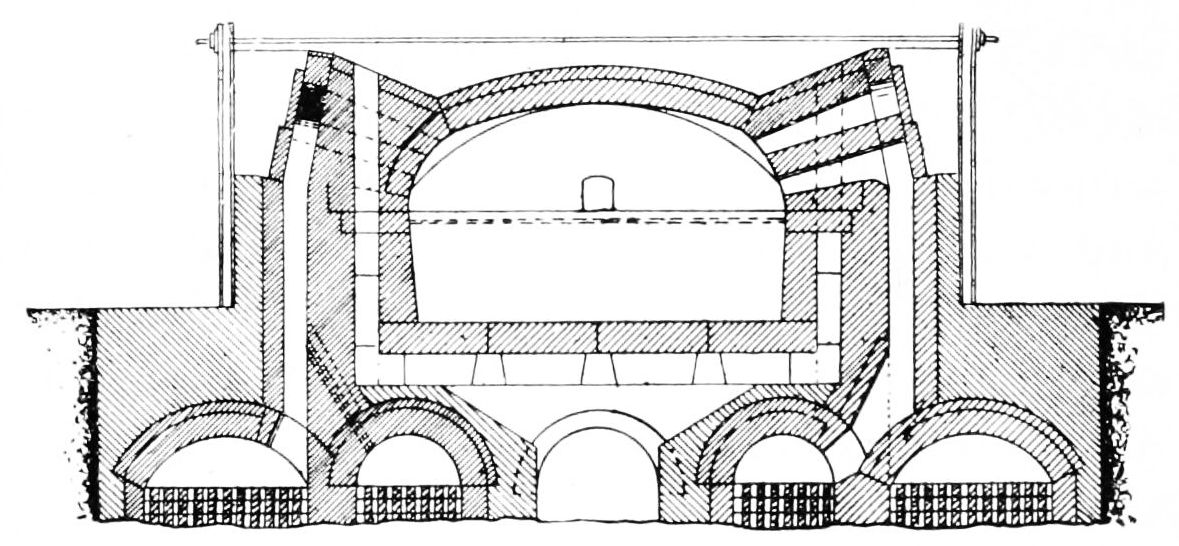
Four à bassin Siemens.

Eugène Baudoux, né le 20 novembre 1841 à Baisy-Thy et mort le 13 mai 1912 à Loupoigne, est un ingénieur et un industriel verrier belge dans le bassin industriel de Charleroi. Par ses investissements et par l'amélioration des procédés de fabrication, il a contribué à la révolution technologique dans la fabrication mécanique du verre permettant l'essor de la verrerie dans le Pays de Charleroi et en Belgique aux XIXe et XXe siècles.

## Biographie
Eugène Joseph Baudoux né le 20 novembre 1841 à Baisy-Thy, est le fils de Louis Baudoux, clerc d'église et instituteur, et de Pulchérie Jonet, sœur de l'industriel verrier Dominique Jonet. Son frère aîné Léon Baudoux est également actif dans l'industrie de la verrerie. Le 22 avril 1879, Eugène Baudoux épouse Elmire Derbaix (fille du bourgmestre de Wanfercée-Baulet) qui lui donne deux filles.

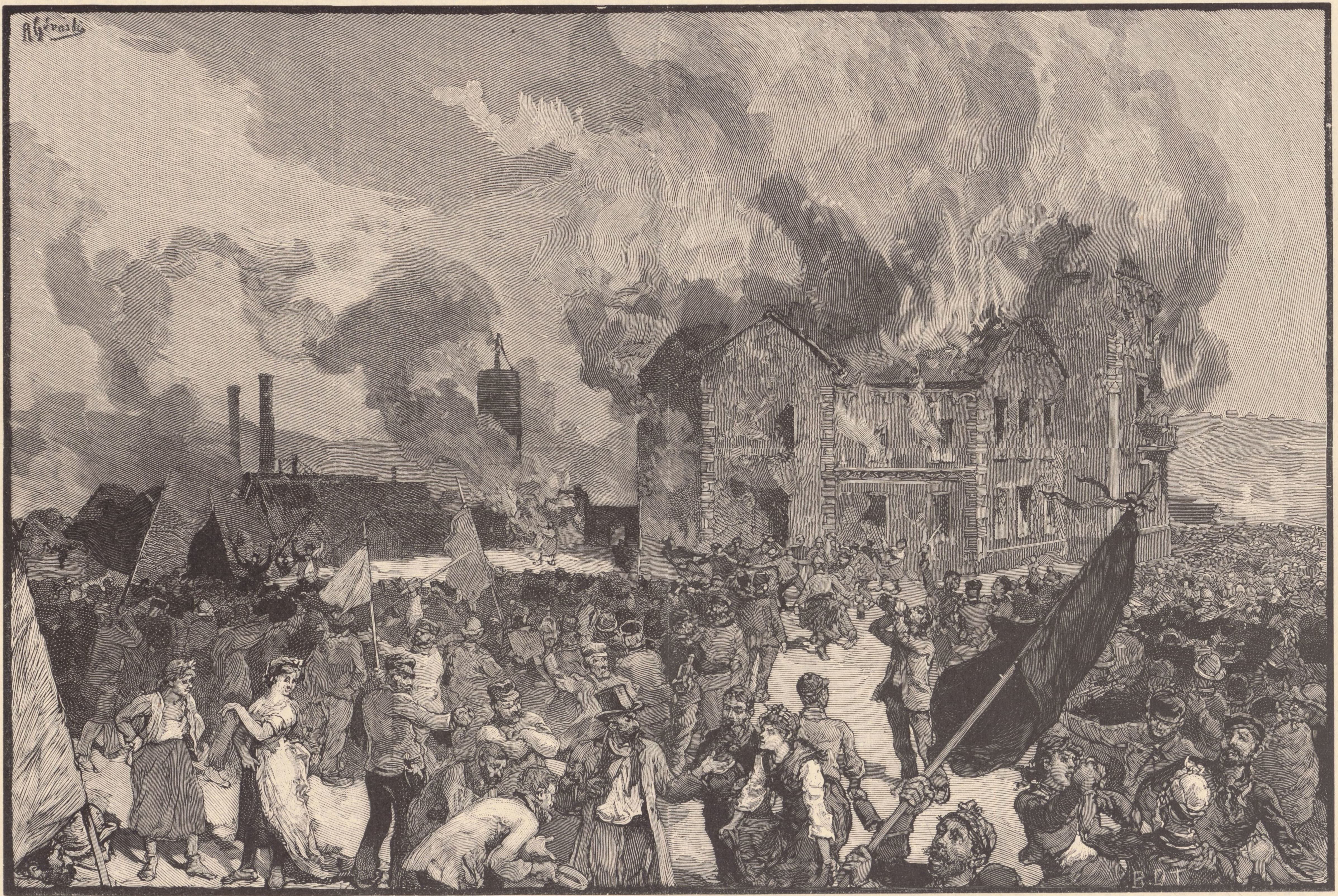
Incendie et pillage du château Baudoux en mars 1886.

Il fait des études d'ingénieur à l'École des mines de Mons puis est engagé à partir de 1872 dans les verreries Dominique Jonet, propriété de son frère Léon qu'il a hérité de son oncle, Dominique Jonet. La révolution dans la technologie des fours à bassin initiée par l'ingénieur allemand Martin-André Opperman dans l’entreprise de son frère pousse Eugène Baudoux à construire en 1882 une toute nouvelle usine aux Hamendes à Jumet. En 1884, il construit un premier four à bassin et améliore cette technologie avec l'aide de l'ingénieur Jean-Mathieu Pagnoul et les conseils d'André Oppermann, l’épaisseur du verre atteignant plus d’un mètre. Il construit ensuite plusieurs autres fours à bassin de plus grande taille et plus perfectionnés lui permettant d'atteindre un niveau de production en masse de verre à vitre.
La révolution technologique due à l'introduction des fours à bassin de grande taille dans l'usine Baudoux provoque toutefois des tensions sociales liées à la réduction des salaires, à l'allongement du temps d'apprentissage et à l'introduction du travail en roulement d'équipes, mesure qui bat en brèche l'individualisme des ouvriers verriers. Elle est ainsi l'une des causes des émeutes de 1886 dans la région de Charleroi qui voient notamment le saccage de la verrerie d'Eugène Baudoux et l'incendie de son château à Jumet. Paradoxalement, ces événements tragiques suscitent un grand intérêt des industriels verriers pour la technologie des fours à bassin et contribuent à leur généralisation au niveau belge et international.
Á partir de la fin de l'année 1886, ayant obtenu des compensations financières pour la destruction de ses installations industrielles, Eugène Baudoux réédifie et remet en activité son usine de Jumet. Il y met en place un Conseil d'arbitrage et de conciliation où, ipso facto, il reconnaît aux syndicats ouvriers un rôle d'organe de représentation dans son entreprise. Il réduit toutefois ses activités industrielles et s'installe à Loupoigne dans le Brabant wallon. Il se consacre alors également avec Henri Lambert, directeur de verreries, à des études économiques. Il était ainsi un fervent partisan de la doctrine libre-échangiste mais l'a tempéré en soutenant la création de syndicats professionnels comme partenaires de négociation avec le patronat.

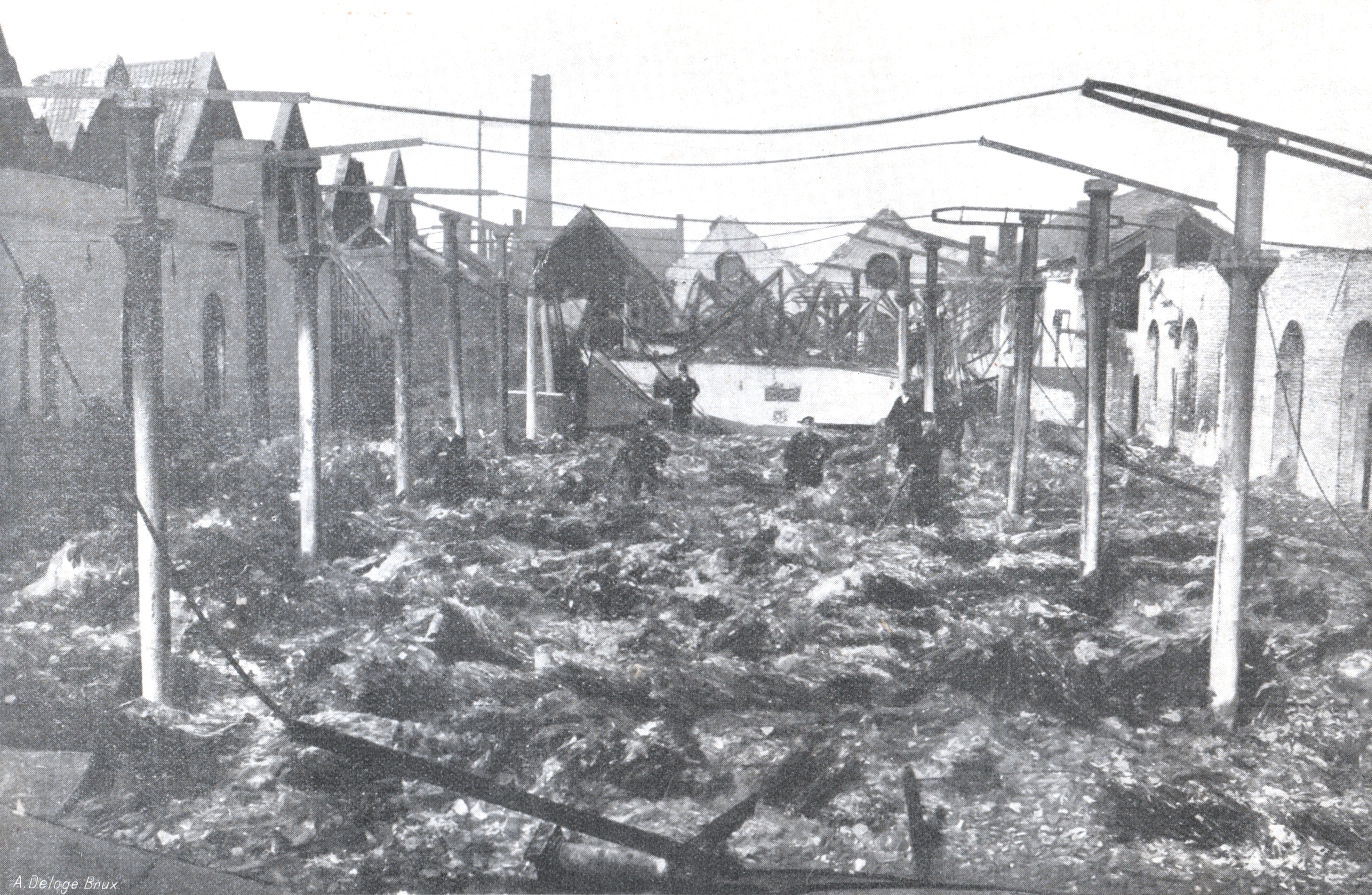
L'étenderie de la verrerie Baudoux après l'incendie - mars 1886.

Á la suite de son décès le 13 mai 1912 au château de Loupoigne, il reçoit des funérailles dans l'église Saint-Jean-Baptiste de Loupoigne et est inhumé dans le cimetière de la localité.

## Hommages et distinction
Les « Rue Baudoux » à Ransart, La Louvière, Villers-la-Ville et Court-Saint-Étienne perpétuent sa mémoire.
À l'Exposition internationale coloniale et d'exportation à Amsterdam en 1883, Eugène Baudoux obtient une médaille d'or pour la fabrication de verre à vitre, de verres opales, massifs, émaillés, violets et plaqués.
La distinction suivante lui a été attribuée en 1891 par le roi Léopold II de Belgique : 
- Chevalier de l'ordre de Léopold.

## Publications
- Les syndicats professionnels et l’évolution corporative, Eugène Baudoux, Henry Lambert, éd. J. Lebègue & Cie, 1895.
- Les syndicats professionnels et le régime général des associations modernes, Eugène Baudoux, Henry Lambert, éd. J Janssens, Bruxelles, 1898.
- Le droit commun d'association, Eugène Baudoux et Henry Lambert, Revue des Deux Mondes, 1907.